# Clubiona pacifica
Clubiona pacifica es una especie de araña araneomorfa del género Clubiona, familia Clubionidae. Fue descrita científicamente por Nathan Banks en 1896.
Habita en los Estados Unidos y Canadá.